# San Giovanni Ilarione

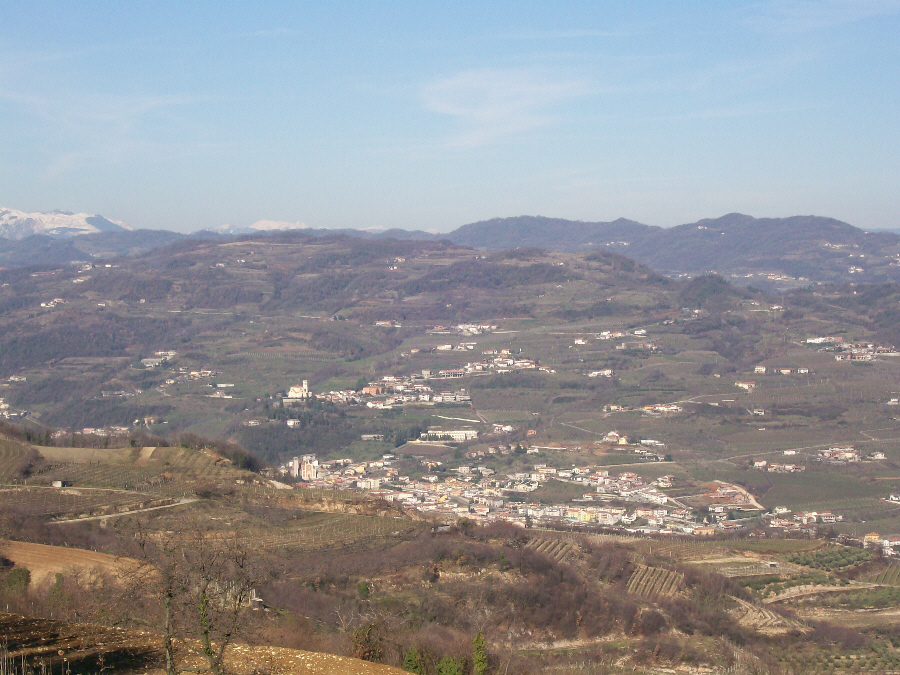
Panorama von San Giovanni Ilarione

San Giovanni Ilarione ist eine nordostitalienische Gemeinde (comune) mit 4850 Einwohnern (Stand 31. Dezember 2023) in der Provinz Verona in Venetien. Die Gemeinde liegt etwa 21,5 Kilometer nordöstlich von Verona am Parco naturale regionale della Lessinia. Sie ist Teil der Comunità montana della Lessinia und grenzt unmittelbar an die Provinz Vicenza. 

## Geschichte
Wie Funde zeigen konnten, war der Neandertaler auch in diesem Gebiete am Monte Calvarina heimisch. Die Gemeinde, die 1091 erstmals urkundlich erwähnt wurde, war ab dem 15. Jahrhundert Teil der Republik Venedig.

## Söhne und Töchter
- Angelo Maria Rivato (1924–2011), römisch-katholischer Ordensgeistlicher, Bischof von Ponta de Pedras in Brasilien